# Coppa del Mondo di nuoto artistico 2023
La Coppa del Mondo di nuoto artistico 2023  comprende quattro eventi tra Europa, Africa e Nord America. 

## Calendario
| Data         | Location    |
| ------------ | ----------- |
| 16-18 marzo  | Markham     |
| 5-7 maggio   | Montpellier |
| 13-15 maggio | Soma Bay    |
| 2-4 giugno   | Oviedo      |

## Vincitori

### Uomini

#### Solo tecnico
| Competizioni | Oro                        | Argento         | Bronzo                     |
| ------------ | -------------------------- | --------------- | -------------------------- |
| Markham      | Dennis Gonzalez Boneu      | Eduard Kim      | Renaud Barral              |
| Montpellier  | Dennis Gonzalez Boneu      | Eduard Kim      | Gustavo Sánchez            |
| Soma Bay     | Yang Shuncheng             | Gustavo Sánchez | Fernando Díaz del Río Soto |
| Oviedo       | Fernando Díaz del Río Soto | Eduard Kim      | Gustavo Sánchez            |

#### Solo libero
| Competizioni | Oro              | Argento                    | Bronzo                     |
| ------------ | ---------------- | -------------------------- | -------------------------- |
| Markham      | Giorgio Minisini | Dennis Gonzalez Boneu      | Eduard Kim                 |
| Montpellier  | Gabriele Minak   | Fernando Díaz del Río Soto | Gustavo Sánchez            |
| Soma Bay     | Yang Shuncheng   | Gustavo Sánchez            | Fernando Díaz del Río Soto |
| Oviedo       | Filippo Pelati   | Gustavo Sánchez            | Dennis Gonzalez Boneu      |

### Donne

#### Solo tecnico
| Competizioni | Oro                | Argento        | Bronzo            |
| ------------ | ------------------ | -------------- | ----------------- |
| Markham      | Marta Fiedina      | Yukiko Inui    | Audrey Lamothe    |
| Montpellier  | Yukiko Inui        | Marta Fiedina  | Iris Tió Casas    |
| Soma Bay     | Vasiliki Alexandri | Iris Tió Casas | Oriane Jaillardon |
| Oviedo       | Yukiko Inui        | Iris Tió Casas | Audrey Lamothe    |

#### Solo libero
| Competizioni | Oro         | Argento             | Bronzo            |
| ------------ | ----------- | ------------------- | ----------------- |
| Markham      | Yukiko Inui | Lilou Lluis Valette | Audrey Lamothe    |
| Montpellier  | Yukiko Inui | Vasiliki Alexandri  | Viktória Reichová |
| Soma Bay     | Dai Shiyi   | Vasiliki Alexandri  | Marlene Bojer     |
| Oviedo       | Yukiko Inui | Iris Tió Casas      | Audrey Lamothe    |

#### Duo tecnico
| Competizioni | Oro                                   | Argento                                       | Bronzo                                               |
| ------------ | ------------------------------------- | --------------------------------------------- | ---------------------------------------------------- |
| Markham      | Israele Shelly Bobritsky Ariel Nassee | Ucraina Maryna Aleksiïva Vladyslava Aleksiïva | Giappone Moe Higa Mashiro Yasunaga                   |
| Montpellier  | Cina Wang Liuyi Wang Qianyi           | Giappone Moe Higa Mashiro Yasunaga            | Austria Anna-Maria Alexandri Eirini-Marina Alexandri |
| Soma Bay     | Spagna Alisa Ozhogina Iris Tió Casas  | Francia Anastasija Bajandina Eve Planeix      | Paesi Bassi Bregje de Brouwer Marloes Steenbeek      |
| Oviedo       | Spagna Alisa Ozhogina Iris Tió Casas  | Francia Anastasija Bajandina Eve Planeix      | Ucraina Maryna Aleksiïva Vladyslava Aleksiïva        |

#### Duo libero
| Competizioni | Oro                                           | Argento                                         | Bronzo                                          |
| ------------ | --------------------------------------------- | ----------------------------------------------- | ----------------------------------------------- |
| Markham      | Italia Linda Cerruti Lucrezia Ruggiero        | Ucraina Maryna Aleksiïva Vladyslava Aleksiïva   | Israele Shelly Bobritsky Ariel Nassee           |
| Montpellier  | Ucraina Maryna Aleksiïva Vladyslava Aleksiïva | Giappone Moe Higa Mashiro Yasunaga              | Regno Unito Kate Shortman Isabelle Thorpe       |
| Soma Bay     | Messico Nuria Diosdado Joana Jiménez García   | Paesi Bassi Bregje de Brouwer Marloes Steenbeek | Italia Alessia Macchi Susanna Pedotti           |
| Oviedo       | Israele Shelly Bobritsky Ariel Nassee         | Ucraina Maryna Aleksiïva Vladyslava Aleksiïva   | Paesi Bassi Bregje de Brouwer Marloes Steenbeek |

### Misto

#### Duo tecnico
| Competizioni | Oro                                           | Argento                                                          | Bronzo                                                           |
| ------------ | --------------------------------------------- | ---------------------------------------------------------------- | ---------------------------------------------------------------- |
| Markham      | Cina Cheng Wentao Haoyu Shi                   | Spagna Judith Calvo Requena Dennis Gonzalez Boneu                | Spagna Fernando Díaz del Río Soto Emma Garcia                    |
| Montpellier  | Cina Cheng Wentao Haoyu Shi                   | Giappone Tomoka Sato Yotaro Sato                                 | Colombia Jennifer Cerquera Gustavo Sánchez (nuotatore artistico) |
| Soma Bay     | Spagna Fernando Díaz del Río Soto Emma Garcia | Kazakistan Nargiza Bolatova Eduard Kim                           | Colombia Jennifer Cerquera Gustavo Sánchez (nuotatore artistico) |
| Oviedo       | Spagna Fernando Díaz del Río Soto Emma Garcia | Colombia Jennifer Cerquera Gustavo Sánchez (nuotatore artistico) | Kazakistan Nargiza Bolatova Eduard Kim                           |

#### Duo libero
| Competizioni | Oro                                                     | Argento                                                          | Bronzo                                                           |
| ------------ | ------------------------------------------------------- | ---------------------------------------------------------------- | ---------------------------------------------------------------- |
| Markham      | Spagna Maria Bofill Strub Dennis Gonzalez Boneu         | Canada Isabelle Blanchet-Rampling René Prévost                   | Spagna Fernando Díaz del Río Soto Mireia Hernández Luna          |
| Montpellier  | Giappone Tomoka Sato Yotaro Sato                        | Spagna Fernando Díaz del Río Soto Mireia Hernández Luna          | Colombia Jennifer Cerquera Gustavo Sánchez (nuotatore artistico) |
| Soma Bay     | Spagna Fernando Díaz del Río Soto Mireia Hernández Luna | Colombia Jennifer Cerquera Gustavo Sánchez (nuotatore artistico) | Messico Itzamary Gonzalez Cuellar Diego Villalobos Carrillo      |
| Oviedo       | Cina Cheng Wentao Haoyu Shi                             | Spagna Dennis Gonzalez Boneu Mireia Hernández Luna               | Colombia Jennifer Cerquera Gustavo Sánchez (nuotatore artistico) |

#### Team tecnico
| Competizioni | Oro | Argento | Bronzo |
| ------------ | --- | --- | --- |
| Markham      | Giappone Moka Fujii Moe Higa Moeka Kijima Tomoka Sato Ami Wada Akane Yanagisawa Mashiro Yasunaga Megumu Yoshida | Stati Uniti Anita Alvarez Jaime Czarkowski Megumi Field Audrey Kwon Calista Liu Jacklyn Luu Daniella Ramirez Natalia Vega                                | Israele Eden Blecher Shelly Bobritsky Maya Dorf Noy Gazala Catherine Kunin Nikol Nahshonov Ariel Nassee Neta Rubichek             |
| Montpellier  | Cina Chang Hao Feng Yu Wang Ciyue Wang Liuyi Wang Qianyi Xiang Binxuan Xiao Yanning Zhang Yayi | Giappone Moe Higa Moeka Kijima Tomoka Sato Ami Wada Ayano Shimada Akane Yanagisawa Mashiro Yasunaga Megumu Yoshida                                       | Stati Uniti Anita Alvarez Jaime Czarkowski Elizabeth Davidson Megumi Field Audrey Kwon Jacklyn Luu Daniella Ramirez Natalia Vega  |
| Soma Bay     | Messico Regina Alférez Licea Marla Fernanda Arellano Daniela Estrada Flores Itzamary Gonzalez Cuellar Glenda Esthefania Inzunza Cabrera Luisa Rodríguez Rubio Jessica Sobrino Mizrahi Pamela Nuzhet Toscano Millan | Italia Beatrice Esegio Alessia Macchi Giorgia Lucia Macino Sofia Mastroianni Susanna Pedotti Carmen Rocchino Sophie Tabbiani Giulia Vernice              | Francia Laelys Alavez Anastasija Bajandina Ambre Esnault Mayssa Guermoud Romane Lunel Eve Planeix Charlotte Tremble Laura Tremble |
| Oviedo       | Spagna Cristina Arámbula Meritxell Mas Alisa Ozhogina Paula Ramírez Sara Saldaña Marina García Polo Iris Tió Casas Blanca Toledano                                                                                 | Ucraina Maryna Aleksiïva Vladyslava Aleksiïva Marta Fiedina Veronika Hryško Anastasija Šmonina Daria Moshynska Anhelina Ovchynnikova Valeriya Tyshchenko | Francia Laelys Alavez Anastasija Bajandina Ambre Esnault Mayssa Guermoud Romane Lunel Eve Planeix Charlotte Tremble Laura Tremble |

#### Team libero
| Competizioni | Oro | Argento | Bronzo |
| ------------ | --- | --- | --- |
| Markham      | Giappone Moka Fujii Moe Higa Moeka Kijima Uta Kobayashi Ami Wada Akane Yanagisawa Mashiro Yasunaga Megumu Yoshida                           | Non assegnato | Non assegnato |
| Montpellier  | Giappone Moka Fujii Moe Higa Moeka Kijima Uta Kobayashi Ami Wada Akane Yanagisawa Mashiro Yasunaga Megumu Yoshida                           | Israele Eden Blecher Shelly Bobritsky Maya Dorf Noy Gazala Catherine Kunin Aya Mazor Nikol Nahshonov Shani Sharaizin                                          | Italia Beatrice Andina Beatrice Esegio Alessia Macchi Giorgia Lucia Macino Sofia Mastroianni Susanna Pedotti Sophie Tabbiani Giulia Vernice              |
| Soma Bay     | Italia Beatrice Andina Beatrice Esegio Alessia Macchi Giorgia Lucia Macino Sofia Mastroianni Susanna Pedotti Sophie Tabbiani Giulia Vernice | Egitto Mariam Ahmed Amina Elfeky Malak Hebesha Hanna Heikal Salma Marei Sondos Mohamed Laila Mohsen Nihal Saafan                                              | Kazakistan Eteri Kakutia Aigerim Kurmangaliyeva Xeniya Makarova Karina Magrupova Anna Pavletsova Valeriya Stolbunova Zhaklin Yakimova Zhaniya Zhiyengazy |
| Oviedo       | Israele Shelly Bobritsky Maya Dorf Noy Gazala Catherine Kunin Aya Mazor Nikol Nahshonov Ariel Nassee Neta Rubichek                          | Spagna Maria Bofill Strub Rocío Calle García Judith Calvo Requena Txell Ferré Chiara Gomez Aurora Lázaro Cabaleiro Lilou Lluis Valette Valeria Parra Telegina | Canada Sidney Carroll Laurianne Imbeau Jonnie Newman Raphaelle Plante Kenzie Priddell Claire Scheffel Florence Tremblay Olena Verbinska                  |

#### Programma acrobatico
| Competizioni | Oro | Argento | Bronzo |
| ------------ | --- | --- | --- |
| Markham      | Ucraina Maryna Aleksiïva Vladyslava Aleksiïva Veronika Hryško Sofiia Matsiievska Daria Moshynska Anhelina Ovchynnikova Anastasiia Shmonina Valeriya Tyshchenko                                                     | Giappone Moka Fujii Ikoi Hirota Moeka Kijima Tomoka Sato Ayano Shimada Ami Wada Akane Yanagisawa Megumu Yoshida                                      | Stati Uniti Anita Alvarez Jaime Czarkowski Claudia Coletti Elizabeth Davidson Keana Hunter Audrey Kwon Daniella Ramirez Natalia Vega |
| Montpellier  | Ucraina Maryna Aleksiïva Vladyslava Aleksiïva Marta Fiedina Veronika Hryško Sofiia Matsiievska Daria Moshynska Anhelina Ovchynnikova Valeriya Tyshchenko                                                           | Stati Uniti Anita Alvarez Elisa Brunel Jaime Czarkowski Keana Hunter Audrey Kwon Calista Liu Jacklyn Luu Daniella Ramirez                            | Cina Chang Hao Cheng Wentao Feng Yu Haoyu Shi Wang Ciyue Xiang Binxuan Xiao Yanning Zhang Yayi                                       |
| Soma Bay     | Messico Regina Alférez Licea Marla Fernanda Arellano Daniela Estrada Flores Itzamary Gonzalez Cuellar Glenda Esthefania Inzunza Cabrera Luisa Rodríguez Rubio Jessica Sobrino Mizrahi Pamela Nuzhet Toscano Millan | Kazakistan Nargiza Bolatova Eteri Kakutia Aigerim Kurmangaliyeva Artur Maidanov Xeniya Makarova Anna Pavletsova Valeriya Stolbunova Zhaklin Yakimova | Francia Anastasija Bajandina Ambre Esnault Mayssa Guermoud Claudia Janvier Romane Lunel Eve Planeix Charlotte Tremble Laura Tremble  |
| Oviedo       | Ucraina Maryna Aleksiïva Vladyslava Aleksiïva Marta Fiedina Veronika Hryško Sofiia Matsiievska Daria Moshynska Anhelina Ovchynnikova Valeriya Tyshchenko                                                           | Canada Laurianne Imbeau Jonnie Newman Raphaelle Plante Kenzie Priddell Kiara Quieti Claire Scheffel Florence Tremblay Olena Verbinska                | Israele Eden Blecher Shelly Bobritsky Maya Dorf Catherine Kunin Nikol Nahshonov Ariel Nassee Neta Rubichek Shani Sharaizin           |

## Medagliere
| Posiz. | Nazione     | Oro | Argento | Bronzo | Totale |
| ------ | ----------- | --- | ------- | ------ | ------ |
| 1      | Spagna      | 10  | 10      | 6      | 26     |
| 2      | Giappone    | 9   | 6       | 1      | 16     |
| 3      | Cina        | 8   | 0       | 1      | 9      |
| 4      | Ucraina     | 5   | 5       | 1      | 11     |
| 5      | Italia      | 5   | 1       | 2      | 8      |
| 6      | Israele     | 3   | 2       | 3      | 78     |
| 7      | Messico     | 3   | 0       | 1      | 4      |
| 8      | Austria     | 1   | 2       | 1      | 4      |
| 9      | Colombia    | 0   | 5       | 7      | 12     |
| 10     | Kazakistan  | 0   | 5       | 3      | 8      |
| 11     | Canada      | 0   | 2       | 5      | 7      |
| 12     | Francia     | 0   | 2       | 4      | 6      |
| 13     | Stati Uniti | 0   | 2       | 2      | 5      |
| 14     | Paesi Bassi | 0   | 1       | 2      | 3      |
| 15     | Regno Unito | 0   | 0       | 1      | 1      |
| 15     | Belgio      | 0   | 0       | 1      | 1      |
| 15     | Slovacchia  | 0   | 0       | 1      | 1      |
| 15     | Paesi Bassi | 0   | 0       | 1      | 1      |
| 15     | Egitto      | 0   | 0       | 1      | 1      |
| Totale | Totale      | 44  | 43      | 43     | 130    |